# دی‌اسلم

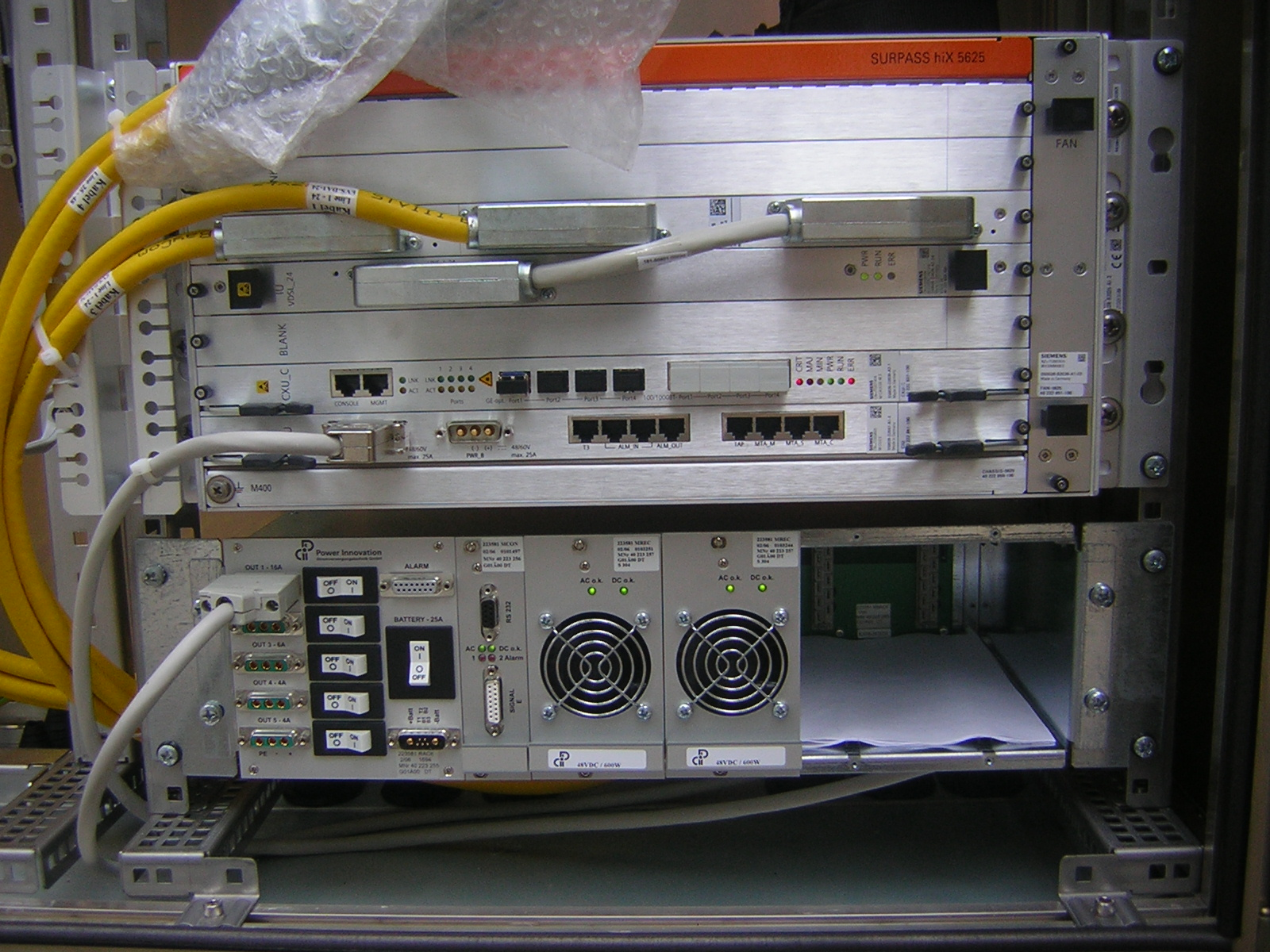
یک نمونه دی‌اس‌لم سورپس های‌اکس ۵۶۲۵ شرکت زیمنس

دی‌اسْ‌لَم (به انگلیسی: DSLAM) که سرنام ترکیب Digital Subscriber Line Access Multiplexer می‌باشد، از سری تجهیزات شبکه است که به کاربران این اجازه را می‌دهد تا به‌وسیله خطوط تلفن با سرعت بیشتری نسبت به تکنولوژیِ قدیمی‌تر Dial-Up به اینترنت متصل شوند. دی‌اس‌لم معمولاً در مراکز مخابراتی نصب شده و سیگنالها را از چندین مشترک خطوط دی‌اس‌ال (به انگلیسی: DSL) دریافت می‌نماید. سپس این سیگنال‌ها را به صورت ترکیبی (مالتی‌پلکس) درآورده و بر روی یک خط فوق‌سریع ATM که ستون فقرات می‌باشد قرار می‌دهد.
هنگامی که سیگنال دی‌اس‌ال توسط مرکز مخابراتی دریافت می‌شود، مودم ای‌دی‌اس‌الی که مجهز به اسپلیتر POTS می‌باشد صدا و داده را از یکدیگر تفکیک می‌نماید. پس از آن صدا به شبکهٔ عمومی سوئیچ تلفن یا TN (سرنام ترکیب Public Switched Telephone Network) فرستاده شده و داده به دی‌اس‌لم می‌رود، جایی که با عبور از ای‌تی‌ام (به انگلیسی: Asynchronous Transfer Mode یا  ATM) به اینترنت متصل شده  و سپس با عبور مجدد از دی‌اس‌لم و مودم ای‌دی‌اس‌ال به سمت کامپیوتر کاربر بازگشته و تماس او با اینترنت را ممکن می‌سازد.
هرچقدر تعداد تجهیزات دی‌اس‌لم در یک مرکز مخابراتی بیشتر باشد کاربران بیشتری را می‌تواند تحت پوشش قرار دهد.